# Wielkopolskie Muzeum Niepodległości
Wielkopolskie Muzeum Niepodległości – muzeum, samorządowa instytucja kultury, której organizatorem jest miasto Poznań. 

## Charakterystyka
Do zakresu działania muzeum należy m.in. gromadzenie i udostępnianie zbiorów dotyczących zrywów niepodległościowych i pracy organicznej w okresie zaborów, okresu II Rzeczypospolitej, walk i martyrologii podczas II wojny światowej oraz protestów i działalności opozycyjnej w latach 1945–1989. Przed zmianą nazwy muzeum występowało jako Wielkopolskie Muzeum Walk Niepodległościowych.
Przewodniczącym rady muzeum w kadencji 2016–2020 jest prof. UAM dr hab. Zbigniew Pilarczyk, natomiast dyrektorem był Tomasz Łęcki, którego zastąpił Przemysław Terlecki.
Muzeum jest wpisane do wykazu muzeów, prowadzonego przez ministra właściwego do spraw kultury i ochrony dziedzictwa narodowego, zgodnie z art. 5b ustawy z dnia 21 listopada 1996 r. o muzeach.

## Oddziały
Muzeum prowadzi cztery oddziały:
- Muzeum Armii Poznań
- Muzeum Powstania Wielkopolskiego 1918–1919
- Muzeum Uzbrojenia
- Muzeum Powstania Poznańskiego – Czerwiec 1956

Ponadto muzeum udostępnia Przeciwatomowy Schron dla Władz Miasta Poznania.
Do końca 2024 oddziałem muzeum było także Muzeum Martyrologii Wielkopolan – Fort VII, które zostało przeniesione do Muzeum Martyrologicznego w Żabikowie.

## Galeria

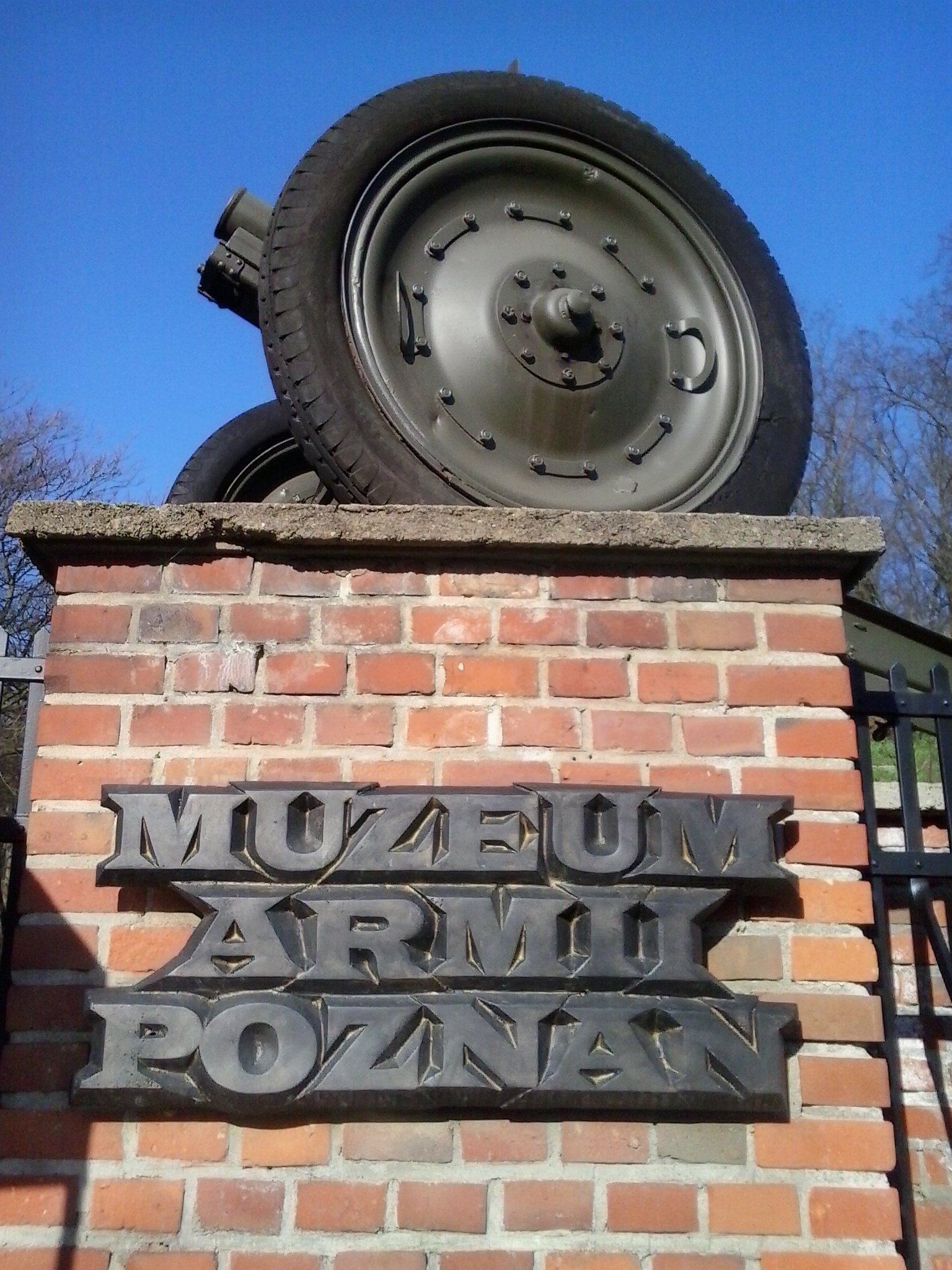
Muzeum Armii Poznań
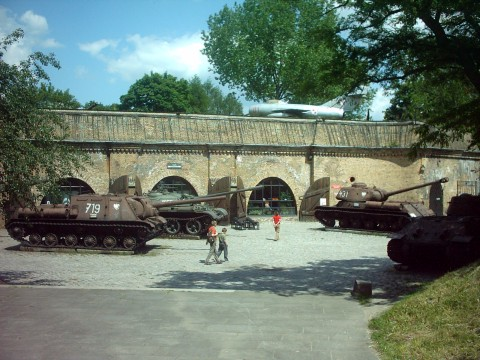
Muzeum Uzbrojenia
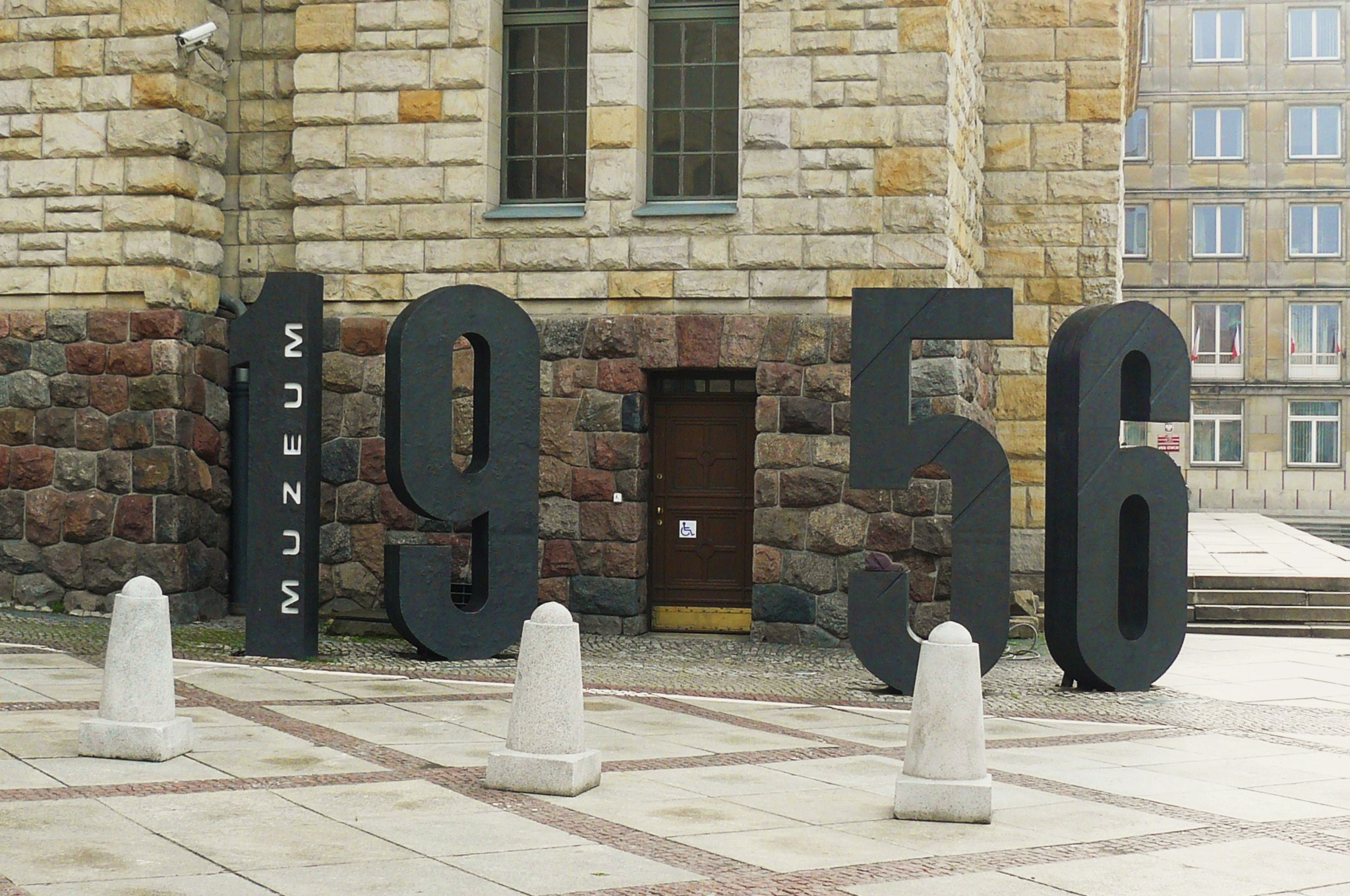
Muzeum Powstania Poznańskiego – Czerwiec 1956
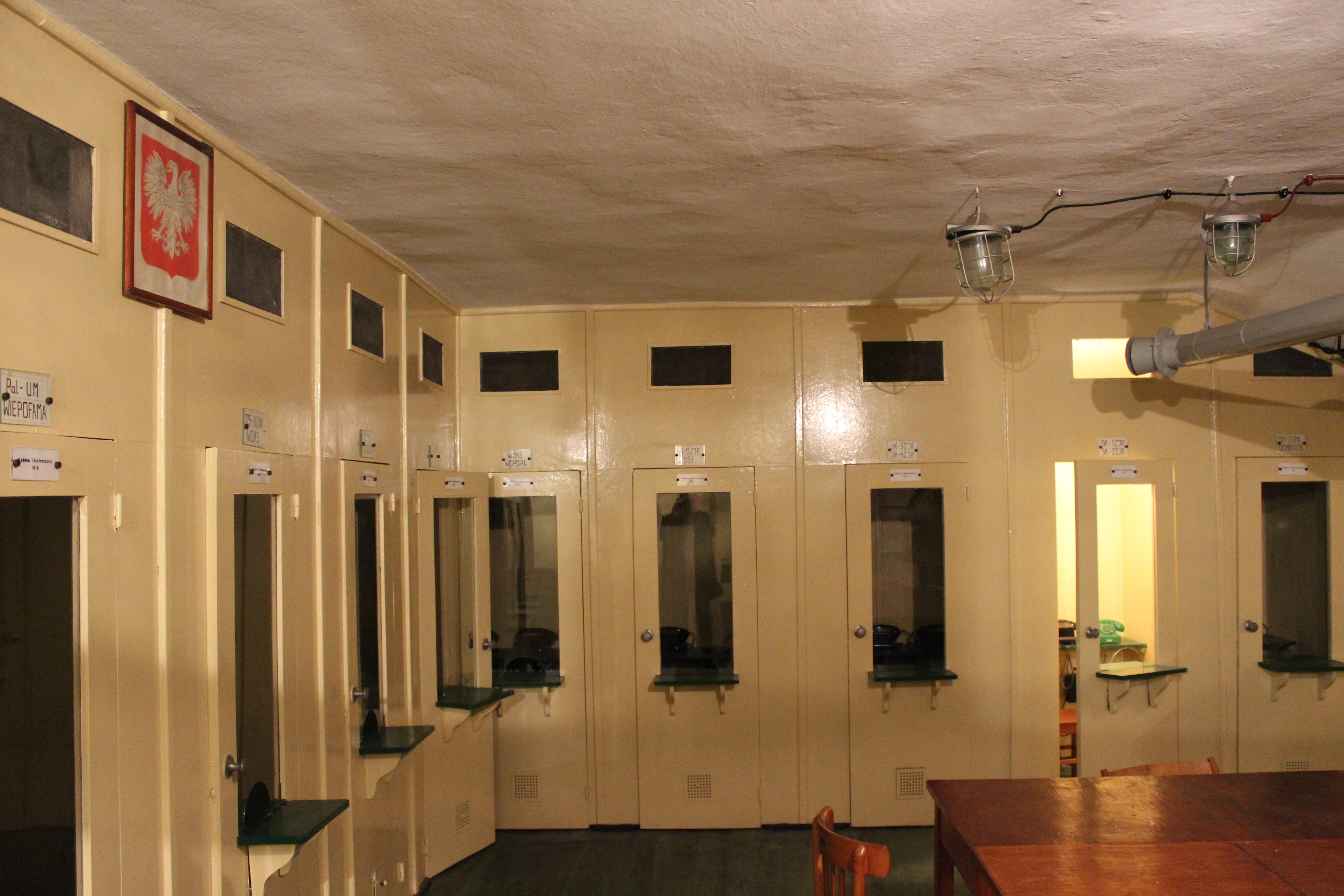
Prezydencki schron przeciwatomowy
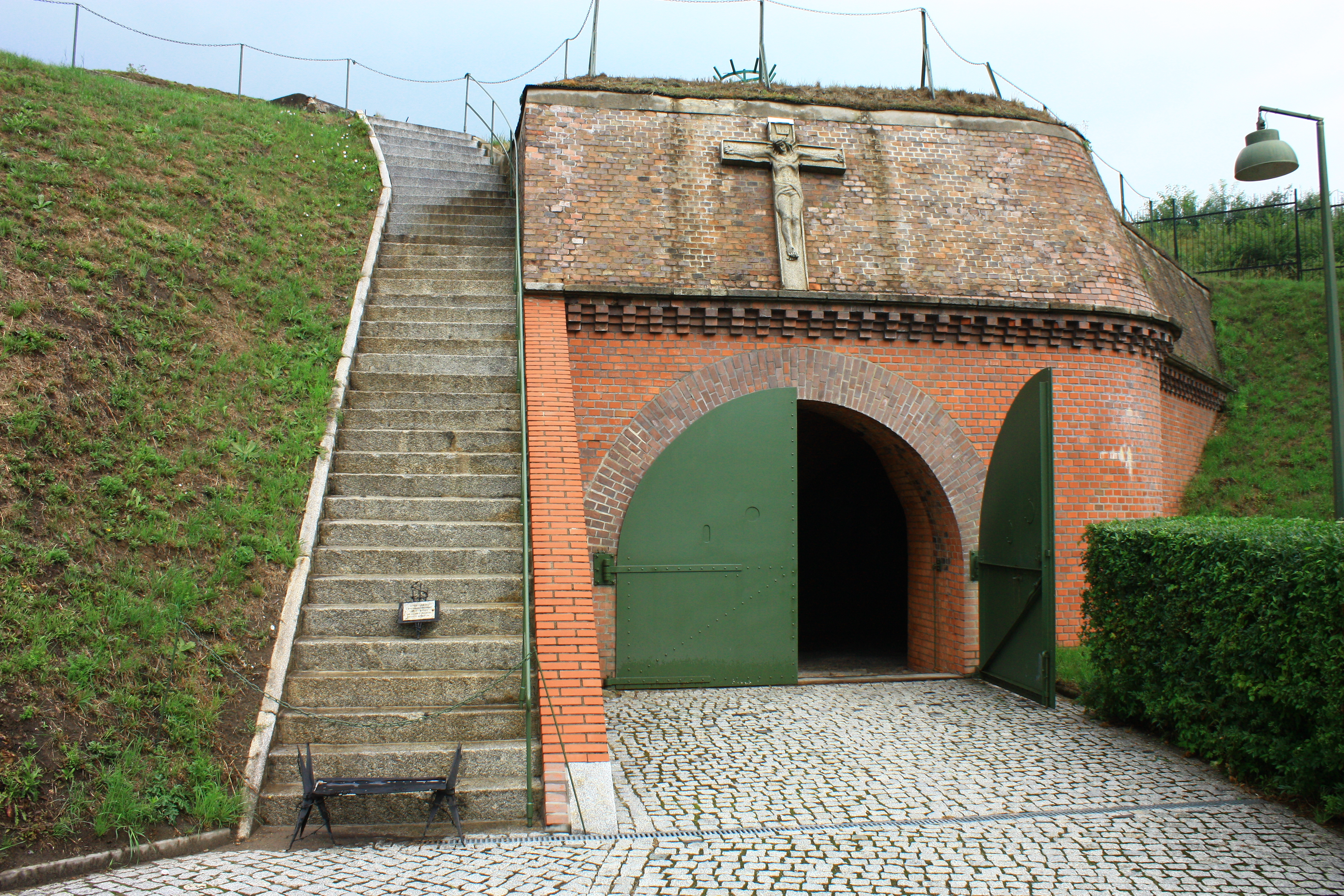
Muzeum Martyrologii Wielkopolan – Fort VII (oddział muzeum do końca 2024)